# Серетино
Серетино — село в Яковлевском районе Белгородской области России. Входит в состав Кустовского сельского поселения.

## География
Село расположено по берегам реки Ворсклы, на границе с Борисовским районом. Расстояние до Борисовки - 10 км, до районного центра Строитель - 30 км, до Белгорода - 35 км.
Связь с районным центром и железнодорожной станцией осуществляется по дорогам с твёрдым покрытием. Через село проходит автомагистраль международного значения Белгород – Киев.

## История
История возникновения села Серетино связана с заселением края после возведения города-крепости Карпов. Серетино возникло на рубеже XVII–XVIII веков. В XVIII веке входило в состав Карповского уезда Белгородской губернии.
В 1800-е в Грайворонском уезде было два одноименных села в соседних Бутовской и Стригуновской волостях.
В 1865 году была построена Егорьевская церковь.
В первые годы советской власти село Серетино входило в Серетинский сельский Совет Борисовской волости, которая была в разные годы в составе Борисовского и Грайворонского уездов, а с 30 апреля 1931 года по 16 июня 1954 года было переподчинено Томаровскому району.
К 1932 году на землях Серетинского сельсовета было организовано четыре колхоза: имени Будённого, «Красный партизан», «Красный Октябрь» и им. Сталина.
В 1934 году была открыта изба-читальня. Расположена она была в сельском клубе.
21 октября 1941 года село было оккупировано немецкими войсками. Освобождено летом 1943 года.
16 июня 1954 года Серетинский сельсовет прекратил своё существование, потому как его земли были присоединены к Кустовскому сельскому Совету Томаровского района. В декабре 1962 года Томаровский район ликвидировали. В январе 1965 года образован Яковлевский район, и Серетино вошло в его состав. 
В 1960 году на территории Серетино был образован Государственный сортоиспытательный участок.
В 1970 году был заложен фундамент под строительство школы, а в 1972 году новое здание начало функционировать.

## Население
На 1 января 1932 года в Серетино насчитывалось 1885 жителей. На 17 января 1979 года — 898 жителей.
| 2002 | 2010  |
| ---- | ----- |
| 1215 | ↘1190 |

Согласно этнографическим данным, записанным в 1967 году, население села разговаривало на юго-восточном наречии украинского языка. На данном наречии был записан местный вариант песни «Журба» поэта Леонида Глебова, которую население села воспринимало как народную. Хотя текст песни имеет значительные изменения, в том числе и диалектного характера, его основа Глебовская. Как указывал филолог Анатолий Сагаровский, данный вариант текста был ситуационно ближе народу.

## Достопримечательности
- На въезде в село установлен самолёт-памятник Як-40.